# (15627) Hong
(15627) Hong est un astéroïde de la ceinture principale.

## Description
(15627) Hong est un astéroïde de la ceinture principale. Il fut découvert le 29 avril 2000 à Socorro (Nouveau-Mexique) par le projet LINEAR. Il présente une orbite caractérisée par un demi-grand axe de 2,59 UA, une excentricité de 0,12 et une inclinaison de 4,3° par rapport à l'écliptique.

## Compléments